# Solo (loď)

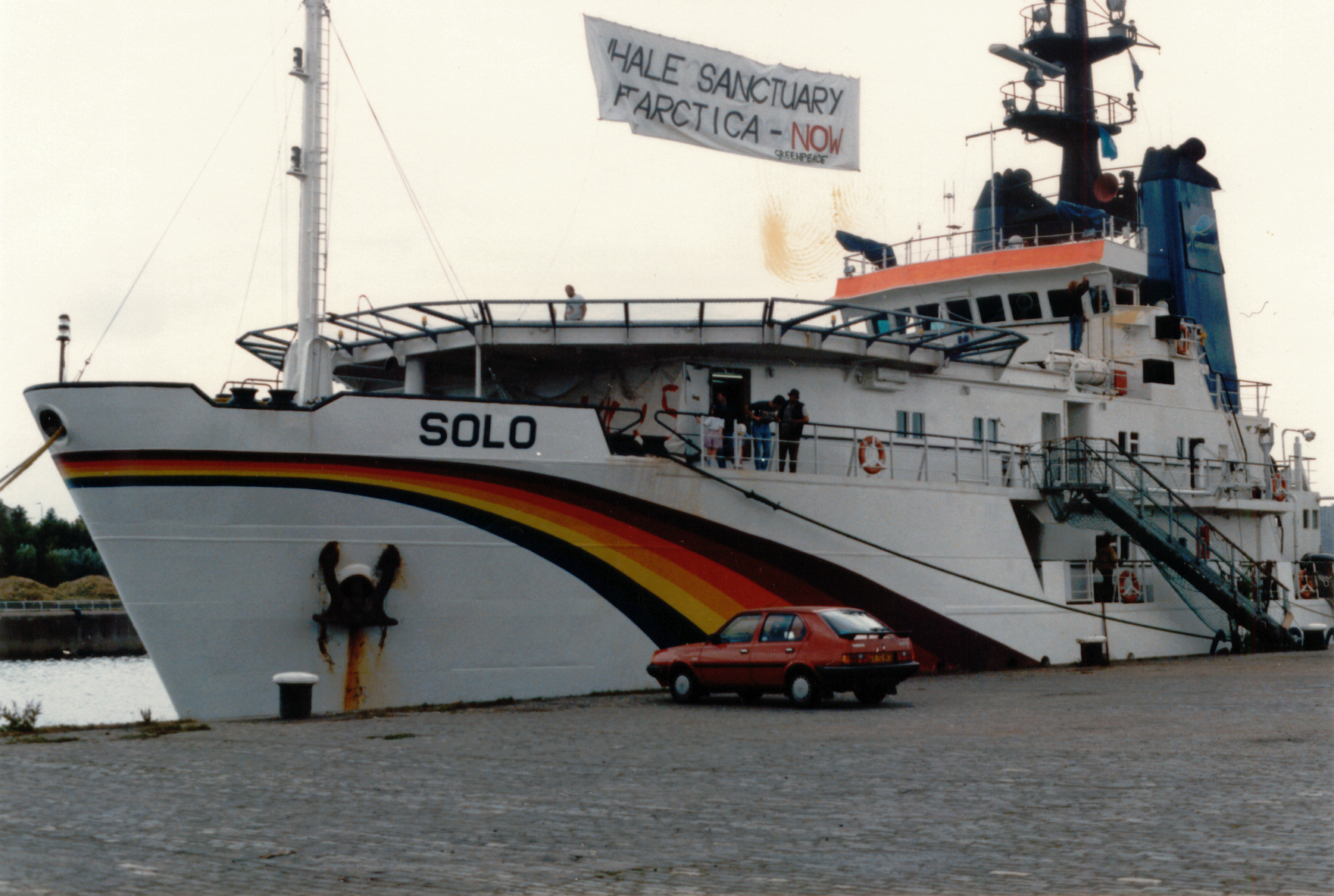
Solo

Solo byla motorová loď, kterou používala organizace Greenpeace v letech 1990 až 1995.
Postavena byla v roce 1977 a na moře vyplula pod názvem Smit Houston. V roce 1995 byla loď přejmenována na ETV Waker a sloužila pro nizozemské ministerstvo dopravy, veřejných prací a vodního hospodářství.
Loď byla sešrotována poté, co byla 7. září 2009 poškozena požárem ve strojovně.